# Segóbriga
Il Parco Archeologico di Segóbriga (in latino Segobriga) è il più importante complesso archeologico della meseta spagnola. Si trova nei dintorni di Saelices, in provincia di Cuenca, nella regione spagnola di Castiglia-La Mancia.
Segobriga fu municipium appartenente alla provincia Tarraconense.
A partire dal I secolo d.C. si convertì in un'importante città che era nodo di comunicazione, centro agricolo e capitale amministrativa di un ampio territorio, fino al suo abbandono dopo la conquista islamica.
Il suo stato di conservazione, nonostante si trovi in rovina, è più che accettabile, se comparato con altri resti ubicati nella penisola iberica. Ai giorni nostri l'antica città fa parte di un complesso archeologico, e la visita è soggetta al pagamento di un biglietto di entrata. All'entrata del parco, è stato costruito un piccolo museo all'interno del quale sono conservati i reperti più suscettibili di degradazione, quali statue e mosaici, che se lasciati alle intemperie si sarebbero deteriorati rapidamente.

## Il teatro
La sua costruzione iniziò probabilmente in epoca di Tiberio e ebbe termine ai tempi di Vespasiano, verso il 79 d.C.
Le gradinate, ben conservate, si dividevano in tre parti, separate per differenziare per classe sociale gli spettatori.

## L'anfiteatro
Costruito di fronte al teatro, era situato come il precedente all'entrata della città. La sua forma ellittica irregolare e i suoi 75 metri di lunghezza ne fanno il maggiore monumento del complesso archeologico, con capacità per circa 5500 spettatori.